# Echo (personaje)
Echo —Eco en España— (Maya López) es un personaje que aparece en los cómics estadounidenses publicados por Marvel Comics. Creada por David Mack y Joe Quesada, el personaje apareció por primera vez en Daredevil #9 (diciembre de 1999).Maya López es una nativa americana de la Nación Cheyenne.Su disfraz de Echo incluye una huella de una mano blanca que cubre parte de su rostro.Ella es uno de los pocos personajes de cómics sordos.Ella también adoptó el nombre en clave Ronin y fue anfitriona de la Fuerza Fénix.
Maya López es la hija adoptiva del supervillano Kingpin.Ella también es una personaje secundaria del superhéroe Matt Murdock/Daredevil.El personaje ha sido miembro de Los Vengadores y los Nuevos Vengadores en varios momentos de su historia.
Alaqua Cox interpreta a Maya Lopez en las series del Universo cinematográfico de Marvel de Disney+, Hawkeye (2021) y protagonizando su propia serie derivada Echo (2024).

## Desarrollo

### Concepto y creación
El escritor David Mack creó a Maya López para reflejar a Daredevil y dijo: "Daredevil descifra gran parte de su mundo a partir del sonido en lugar de la vista. Echo creció sin tener acceso ni comprensión de este "mundo audible" y, por lo tanto, aprendió a descifrar todas las señales visuales de "El mundo como un lenguaje que ella reconstruyó mediante un agudo reconocimiento de patrones".Ella fue influenciado por su tío Cherokee, quien le contó historias nativas cuando era niña para desarrollar el personaje.Maya López utiliza el lenguaje de señas americano para comunicarse con los demás.
La identidad de Ronin fue un intento de Brian Michael Bendis de crear un misterio después de que el personaje aparentemente masculino apareciera en varias portadas de cómics, incluidos números de The New Avengers y un número de The Pulse. Las especulaciones de los fanáticos fueron altas, siendo la suposición más común que Ronin era Matt Murdock; Bendis finalmente reveló que esta era la intención original a pesar de que inicialmente negó que ese fuera el caso.La decisión de representar a Maya López como Ronin fue apoyada inicialmente por David Mack.

### Historial de publicaciones
Maya López debutó como Echo en Daredevil #9 (diciembre de 1999), creada por el escritor David Mack y el artista Joe Quesada.Más tarde ella debutó como Ronin en The New Avengers #11 (noviembre de 2005), creado por el escritor Brian Michael Bendis y el artista David Finch.Ella apareció en la serie Phoenix Song: Echo de 2021, su primera serie de cómics en solitario.Ella apareció en la serie Marvel Unlimited Marvel's Voices Infinity Comic de 2022.Ella apareció en la serie Daredevil & Echo de 2023.

## Biografía ficticia del personaje
Maya Lopez era una niña cuando su padre Willie "Caballo Loco" Lincoln fue asesinado por Kingpin (Wilson Fisk). Caballo Loco muere, dejando una huella de sangre en el rostro de Maya y un último deseo: que Kingpin críe bien a Maya. Kingpin honra su último deseo, cuidándola como a su propia hija. Se cree que Maya tiene una discapacidad mental y es enviada a una escuela cara para personas con problemas de aprendizaje. Allí, logra replicar completamente una canción en el piano. Posteriormente es enviada a otra escuela cara para prodigios y pronto será una mujer talentosa.

### Echo
Maya es enviada por Kingpin para probarle la debilidad de Matt. Le dice que Matt cree que él es una mala persona, y que ella es la única que puede probarle que está equivocado. Como Maya le cree, no parecerá una mentira cuando se lo diga a Matt.
Matt Murdock y Maya se enamoran rápidamente. Más tarde ella volverá a llevar el disfraz de Echo para cazar a Daredevil. Sobre su cara se pinta una mano blanca, parecida a la huella sangrienta que le dejó su padre. Viendo vídeos de Bullseye y de Daredevil luchando, ella se convierte en una verdadera rival para Daredevil. Tras varios intentos fallidos, dándose cuenta de que Daredevil puede moverse fácilmente por la oscuridad, Maya descubre fácilmente la debilidad de Daredevil, y explota esta debilidad luchando con él en un lugar donde sus sentidos extraordinarios no le sirvan para nada. Maya fácilmente le derrota y está a punto de matarlo, no haciéndolo cuando se da cuenta de que Matt Y Daredevil son la misma persona. Matt consigue enmendar las mentiras de Kingpin. En venganza, Maya se enfrenta con Fisk y le dispara en la cara, cegándolo e iniciando una cadena de acontecimientos que le llevaran a una caída de su poder (Kingpin recuperará parcialmente la vista a través de cirugía reconstructiva).
Después de darse cuenta del horror de sus acciones y las mentiras con las que ha crecido, Maya huye de los Estados Unidos para hacer un examen de conciencia. Cuando regresa, intenta reunirse con Murdock, solo para descubrir que Matt ahora está con una mujer ciega y que Kingpin todavía está vivo (a pesar de los intentos de Maya). Dejando a Matt, Maya visita al Kingpin en prisión, quien le dice que no la culpan por lo que hizo y (que a pesar de todo lo que había sucedido) Kingpin todavía la quiere como a una hija. Insatisfecha y todavía necesitando paz, Maya se vuelve hacia el Jefe (el viejo amigo de su padre) conocido por su sabiduría. El Jefe envía a Maya en una búsqueda de visión para calmar su alma. En su búsqueda, conoce y se hace amiga de Wolverine, quien la ayuda a recuperarse y le transmite conocimientos sobre la cultura japonesa y el crimen organizado japonés. Muy pronto, Maya hace las paces con su pasado y está de vuelta haciendo arte escénico.

### Ronin y los Vengadores
Después de una reciente crisis de identidad y de sentirse incapaz de unirse a los Nuevos Vengadores debido a la negativa a manchar la reputación de los héroes trabajando junto a ellos, Maya se pone un traje que oculta su identidad y su género y se rebautiza como Ronin (En japonés significa "vagabundo", una clase de samuráis sin amo).
Daredevil recomienda a Maya al Capitán América para ayudar a los Vengadores a capturar al Samurái de Plata en Japón.Después de unirse a los Vengadores, Maya regresa a Japón para vigilar a la peligrosa asesina Elektra Natchios, que se rumorea que lidera La Mano, controlar al Samurái de Plata de vez en cuando y, con suerte, resolver el conflicto entre La Mano y el Clan Yashida. Alrededor del final de la Guerra Civil entre las facciones a favor y en contra del registro en Estados Unidos, Maya lucha contra Elektra y es asesinada, pero pronto la Mano la resucita con el mismo proceso utilizado para resucitar a Elektra. Maya es tomada cautiva con la intención de convertirla en una asesina para La Mano. Luke Cage, Spider-Man, Wolverine, Doctor Extraño, Spider-Woman, Iron Fist, y el nuevo Ronin la rescatan y escapan, dejando que Elektra envíe furiosamente la Mano tras ellos. Durante una breve pausa en la pelea con la Mano en la que Luke intenta negociar con Elektra para ganar tiempo, se revela que la Mano ha logrado lavarle el cerebro a Maya, ya que posteriormente apuñala al Dr. Extraño con una espada que le dio uno de ellos de la Mano.Ella continúa luchando contra los Nuevos Vengadores hasta que el Dr. Extraño puede liberar una forma astral con la ayuda de Wong y libera a Maya del lavado de cerebro. Luego, Maya carga directamente hacia Elektra (que está luchando contra Luke) y la apuñala, revelando que Elektra es una guerrera Skrull disfrazada.Ellos regresan a Nueva York, después de la aparente traición de Spider-Woman al robar el cadáver del imitador de Skrull de Elektra.Los Vengadores se esconden en una habitación de hotel (la magia de Extraño hace que parezca que Maya es la única persona en la habitación) antes de regresar al Sanctum Sanctorum de Extraño. Maya entrega oficialmente la identidad de Ronin a Clint Barton después de su llegada.Después de que Extraño confirma sus identidades lanzando un hechizo que muestra a todos su verdadera naturaleza (Maya aparece vestida con una variación femenina del disfraz de Daredevil), el equipo se dirige a la Torre Stark para detener el ataque de Hood al edificio. Allí, se encuentran con los Poderosos Vengadores enfrascados en una batalla con un ejército de simbiontes invasores, uno de los cuales se aferra a Maya antes de que Iron Man logre curar a los infectados.

### World War Hulk
Echo intenta defender a Rick Jones de Hiroim y de Elloe del grupo de Hulk durante su ataque al Sanctum Sanctorum del Doctor Extraño para capturarlo. Ella, junto Iron Fist y Ronin son derrotados y capturados.

### Avengers/Invaders
Durante la aparición de los Invasores en el presente debido a las manipulaciones temporales de D'Spayre después de que este adquiriera el Cubo Cósmico, Echo fue proverbial en la derrota de D'Spayre ya que fue incapaz de manipular sus emociones debido a su sordera

### Invasión Secreta: La Infiltración
Tras la derrota de la organización criminal de Hood, Echo permanecerá en el equipo hasta que el Dr. Extraño consiga curarse y salga de su plano astral, quedándose en el edificio de la empresa de Iron Fist pero que está alquilado a Samuel Sterns. Después de la escaramuza con el Skrull disfrazado de Daredevil, Clint Barton admitirá que se siente atraído por ella, y los dos dormirán esa noche juntos.

### Secret Invasion
Echo irá con el resto de los Vengadores a Tierra Salvaje para ver porque una nave Skrull se ha estrellado. Cuando la nave se abre, se verán a varios superhéroes con trajes anticuados. Echo se unirá a los Poderosos y Nuevos Vengadores para luchar contra los "antiguos" héroes que han salido de la nave skrull. La batalla terminará cuando un dinosaurio se interponga entre ellos y los separe. Más tarde, se encontrará con Spider-Woman, que realmente es la Reina Skrull y lidera la invasión skrull. "Spider-Woman" dejará fuera de combate a Echo disparándole veneno y golpeándola contra el tronco de un árbol. Echo ayudará a otros vengadores a matar a los Skrull impostores, tras esto liderarán el ataque en Nueva York contra el ejército de Super Skrulls acompañados de otros héroes y villanos.
Tras esto, Iron Fist la invitará al apartamento de Bucky pero no irá.

### Heroic Age
Tras el cambio de equipo de los Nuevos Vengadores durante Heroic Age, Luke Cage y su esposa Jessica buscarán una canguro para su hijo. Echo es una de las personas que responden a la oferta, pero rechazará la oferta gritándole a Cage si recordaba que ella fue miembro de los vengadores.

### Caballero Luna
Echo aparece en la cuarta serie del Caballero Luna, salvando a Marc Spector de un club de estriptis en Los Ángeles, donde trabajó encubierta bajo la apariencia de una estríper. Pero al salvar a Caballero Luna, su tapadera se vuela. Caballero Luna más tarde propone que unan sus fuerzas contra Kingpin de la Costa Oeste y la invita a cenar. Es obvio que Caballero Luna se siente atraído por Echo y se sugiere que Echo siente lo mismo, a pesar de golpear al Caballero Luna en la cara por besarla. Cuando se encuentra con Caballero Luna, son atacados por Night Shift. Aunque Echo y Caballero Luna los golpearon, la policía llega e intenta detener al dúo también. Echo fue asesinada por el Conde Nefaria, el cual desea ser el nuevo Kingpin de la costa Oeste.

### Resurrección
Circunstancias misteriosas más tarde conducen a la resurrección de Maya. Durante su primer equipo con Daredevil desde su regreso, ella ayuda a salvar a Nueva York de un virus sónico creado por Klaw.

### Capitana Marvel
Más tarde, Echo ayuda a la Capitana Marvel y sus amigos contra el Hombre Radiactivo.

### Entra el Fénix
Durante el cruce de Entra el Fénix, Echo es elegida por la Fuerza Fénix para participar en su torneo junto con muchos otros héroes y villanos para decidir su próximo anfitrión. Junto con los otros Campeones, Echo está potenciado por una chispa del fuego cósmico del Fénix y se enfrenta a Namor en un combate submarino. Debido a la gran desventaja, Echo es derrotada por Namor, presumiblemente eliminándola del torneo y perdiendo su parte del poder del Fénix. Sin embargo, a pesar de su pérdida, la desesperación de Echo y su negativa a morir atraen al Fénix hacia ella, convirtiéndola en la nueva anfitriona de la entidad. Después de tomar el poder del Fénix de los participantes restantes y golpear brutalmente a Namor como venganza por su derrota anterior, Maya se declara a sí misma como la nueva Ave de Trueno y se une completamente a la entidad. Maya es felicitada telepáticamente por el anfitrión anterior del Fénix, Jean Grey, quien también le da consejos sobre cómo controlar el poder de la entidad.

## Poderes y habilidades
Maya López es una atleta de nivel olímpico.Ella posee "reflejos fotográficos", o sea, la increíble capacidad de copiar perfectamente los movimientos de otras personas, habilidad similar a la de Taskmaster.Con solo mirar a otras personas, se ha convertido en una pianista de nivel de concierto, una fuerte artista marcial, una acróbata altamente hábil y una bailarina talentosa (y en una ocasión incluso pilotó un Quinjet durante unos minutos). Además, también adquirió las habilidades acrobáticas de Daredevil y la asombrosa puntería de Bullseye después de ver cintas de sus peleas.
Además de un gran potencial, la sordera presenta grandes inconvenientes. Su absoluta dependencia de las señales visuales la deja indefensa en la oscuridad, y su capacidad para comunicarse leyendo los labios le impide recibir órdenes orales y comunicarse con personas que usan máscaras o que no están en contacto visual directo; Cuando conoce por primera vez a los Vengadores, el Capitán América tiene que repetirle todas las preguntas de Iron Man. En particular, se la ha representado incorrectamente como capaz de escuchar y responder a voces a pesar de no ver la boca de la persona cuando está lejos de ella o de la persona que habla justo detrás de ella. Desde entonces se ha establecido que Echo puede leer los labios desde cierta distancia o con el rabillo del ojo, incluso si el hablante lleva una máscara, si la máscara es lo suficientemente delgada (como las máscaras de tela bastante simples utilizadas por Clint Barton y Spider-Man), y transmitir su conversación a personas más cercanas. Todavía conserva su incapacidad para comunicarse con personas que usan máscaras más resistentes o gruesas o que se cubren la boca por completo.
Además, Maya obtiene las habilidades que se le ofrecen como anfitriona de la Fuerza Fénix, que incluyen telepatía, vuelo, fuerza sobrehumana y la capacidad de generar llamas de energía cósmica.

## Otras versiones

### Daredevil: End of Days
Una mayor Maya López mayor aparece en la miniserie Daredevil: End of Days, ahora retirada de Los Vengadores y trabajando como profesora universitaria. Más tarde, ella es entrevistada por Ben Urich para una historia sobre la muerte de Matt Murdock.

### Heroes Reborn
En una realidad alternativa representada en la miniserie Heroes Reborn de 2021, Maya López recibió el poder de la Fuerza Fénix y fue encarcelada en el Asilo Ravencroft antes de que Blade y el Capitán América la liberaran para ayudarlos a restaurar su realidad. Más tarde ella recluta a Thor para que los ayude más antes de que los Vengadores se enfrenten al Escuadrón Supremo de América. Después de derrotar finalmente al Escuadrón, López y Star Brand usan sus poderes junto con el Cubo Pandemonium para restaurar la realidad a como era anteriormente.

### Ultimate Marvel
La versión Ultimate Marvel de Echo hace un cameo en Ultimate Spider-Man #122, apareciendo en una estación de policía gritando "¿En quién puedes confiar? ¡¿EN QUIÉN PUEDES CONFIAR?!", haciendo referencia al uso frecuente del personaje por parte de Brian Bendis en Nuevos Vengadores y Invasión secreta.

## En otros medios

### Televisión
- Echo tiene un cameo en Ultimate Spider-Man: Web Warriors, en los episodios de "El Agente Venom" y "La Nueva Araña de Hierro", solo en una imagen junto a Speedball, Gravedad y Tritón como uno de los jóvenes superhéroes inspirados por Spider-Man en la lista de Nick Fury que ha sido pirateada por Taskmaster.[63]

- Maya Lopez aparece en series de televisión ambientadas en el Universo cinematográfico de Marvel, interpretada por Alaqua Cox como adulta y por Darnell Besaw cuando era niña. Esta versión es la líder de la Mafia Tracksuit, con Kazimierz "Kazi" Kazimierczak (interpretado por Fra Fee) como su segundo al mando e intérprete de ASL, y luce una pierna protésica debido a focomelia.
  - Ella hizo su debut en la serie de Disney+ Hawkeye (2021).[64] En flashbacks durante El Blip, su padre William López (interpretado por Zahn McClarnon) fue asesinado por Ronin. En el presente, busca vengarse de Ronin e inicialmente apunta a Kate Bishop, quien sin darse cuenta usó el traje de Ronin para luchar contra los hombres de López, antes de fijar su mirada en Clint Barton. Sin embargo, ella descubre que un informante que trabaja para el jefe y padre adoptivo de López, Wilson Fisk, le encargó a Barton matar a su padre y sospecha de Kazi, quien estuvo ausente la noche del asesinato de su padre. Después de enfrentarse a Kazi, ella se enfrenta a Fisk.
  - Una serie derivada titulada Echo (2024) centrada en López, se anunció en marzo de 2021 que estaba en desarrollo temprano para Disney+, con Cox retomando su papel y Etan Cohen y Emily Cohen inicialmente programados para escribir y producir ejecutivos respectivamente,[65]luego cambiado a Marion Dayre para ambos durante el anuncio oficial en noviembre de 2021.[66][67]La serie se emitió el 9 de enero de 2024.[68]Al ser perseguida por la organización de Wilson Fisk, Maya regresa a su ciudad natal en Oklahoma, donde ella debe aceptar su pasado, reconectarse con sus raíces nativas americanas y abrazar a su familia y comunidad.

### Videojuegos
- Maya Lopez / Echo es una jefa en el videojuego de Daredevil.[69]Esta versión es una villana que cree que el personaje principal nunca estuvo aliado con Kingpin.
- Maya López / Ronin aparece como un personaje jugable desbloqueable en la versión para PSP de Marvel: Ultimate Alliance, con la voz de Marabina Jaimes.[70]Una variante desenmascarada y su personaje Echo aparecen como disfraces alternativos, mientras que ella también aparece como un personaje desbloqueable en la versión de Wii a través de un Mod.
- Maya Lopez / Echo aparece como personaje jugable en Marvel Puzzle Quest.[71]
- Maya Lopez / Echo aparece como un personaje jugable en Marvel Future Fight.[72]
- Maya Lopez / Echo aparece como un personaje jugable desbloqueable en Lego Marvel Vengadores, con la voz de Tonantzin Carmelo.[73]
- Maya Lopez / Echo aparece como una carta jugable en Marvel Snap.[74]